# Сражение при Куутерселькя
Сражение при Куутерселька (фин. Kuuterselän taistelu) — боевые действия между советскими и финскими войсками, происходившие 14-15 июня 1944 г. на Карельском перешейке в районе посёлка Лебяжье (фин. Kuuterselkä) в ходе советско-финской войны 1941—1944 г. Один из эпизодов Выборгской наступательной операции Ленинградского фронта.
В результате ожесточенных боев войска 109-го стрелкового корпуса 21-й армии прорвали хорошо подготовленный рубеж обороны частей финского 4-го армейского корпуса (ВТ-линию), отразили все контратаки противника и тем самым создали предпосылки для успеха всего советского наступления на выборгском направлении.

## Начало наступление 21-й армии, 10-13 июня

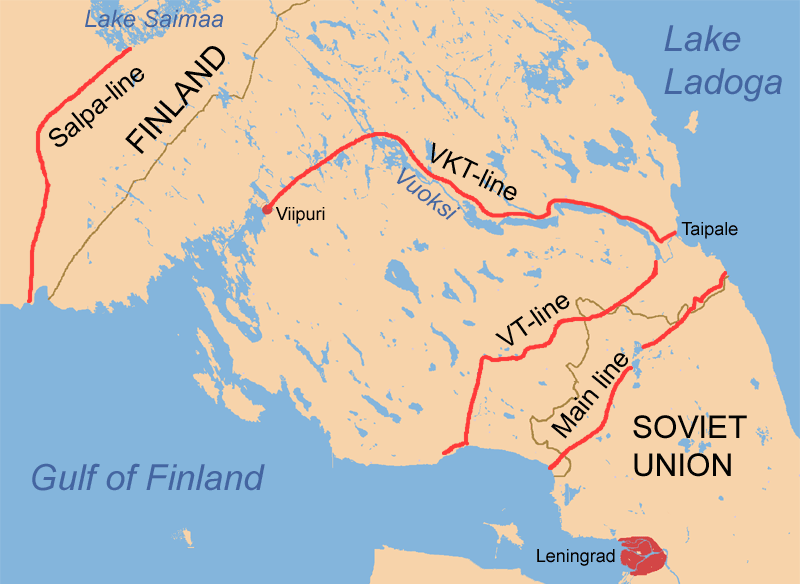
Карта финской линии обороны на Карельском перешейке летом 1944 г.: самая восточная передовая линия, далее ВТ-линия, ВКТ-линия и линия Салпа.

10 июня 1944 г. войска Ленинградского фронта, после мощнейшей артиллерийской подготовки и массированных ударов авиации по обороне противника, перешли в наступление против финской армии на Карельском перешейке. На направлении главного удара фронта части 21-й армии сходу взломали первую линию обороны противника, проходившую по линии фронта, и стали развивать наступление на выборгском направлении. Финские войска, понеся значительные потери, были вынуждены спешно отступать ко второму рубежу обороны — к ВТ-линии. Этот рубеж обороны, проходивший через весь Карельский перешеек от Ваммелсуу до Тайпале, был построен финнами в 1942—1944 гг. и состоял из различных заграждений, бетонных убежищ и дотов, соединённых системой траншей.
К 12 июня советские войска вышли на широком фронте к ВТ-линии, но сходу преодолеть её не смогли. Особенно ожесточенное сопротивление в районе Кивеннапы встретил 30-й гвардейский стрелковый корпус, наступавший вдоль Средневыборгского шоссе. Учитывая это, командование фронтом приняло решение перенести направление главного удара в полосу Приморского шоссе. 13 июня советские войска скрытно совершили масштабную перегруппировку сил и средств, сосредоточив мощные группировки против основных узлов сопротивления противника второй линии обороны в районах Куутерселька, Ванхасаха и Метсякюля. Особое значение придавалось взятию узлу обороны в Куутерселька, штурмовать который предстояло частям 109-го стрелкового корпуса (72-я, 109-я и 286-я стрелковые дивизии) генерал-лейтенанта И. П. Алфёрова во взаимодействии с танковыми и инженерно-саперными частями. Для артиллерийской поддержки 109-го стрелкового корпуса командование фронтом выделило значительную часть 3-го артиллерийского корпуса прорыва. Кроме того, для подавления обороны противника планировалось задействовать значительные силы бомбардировочной и штурмовой авиации 13-й воздушной армии.

## Штурм Куутерселькя, 14 июня
Вечером 13 июня, двигаясь по шоссе Райвола—Лийкола, передовые части 72-й стрелковой дивизии генерал-майора И. И. Ястребова и 185-го отдельного танкового полка подполковника А. К. Юнацкого вышли на подступы к Куутерселькя. Согласно данным разведки, перед посёлком было 23 бетонных ДОТа, подходы к которым были заминированы и укреплены надолбами. Оборонял этот укрепленный узел 2-й батальон 53-го полка финской 3-й пехотной дивизии.
14 июня в 8-00 утра началась артподготовка. На каждый километр фронта в полосе прорыва приходилось до 250 орудий и миномётов. В 9-30, следуя за танками, в атаку устремились 133-й и 187-й стрелковые полки.

Пройдя примерно двести — триста метров, танки приблизились к сплошной стене конусообразных надолб высотой в рост человека. Эти гранитные и железобетонные надолбы, стоявшие в четыре ряда и даже в шесть рядов, не оставляли прохода для танков. Вся земля между надолбами была минирована. За надолбами тянулись противотанковые рвы глубиною в шесть метров, их дно было также усеяно надолбами… Дальше тянулись проволочные заграждения в шесть — восемь кольев в ряду, за ними траншеи полного профиля… Следующие траншеи перемежались с бронеколпаками для пулеметных гнезд, дзотами и дотами.— Из дневника военного корреспондента П.Н. Лукницкого.

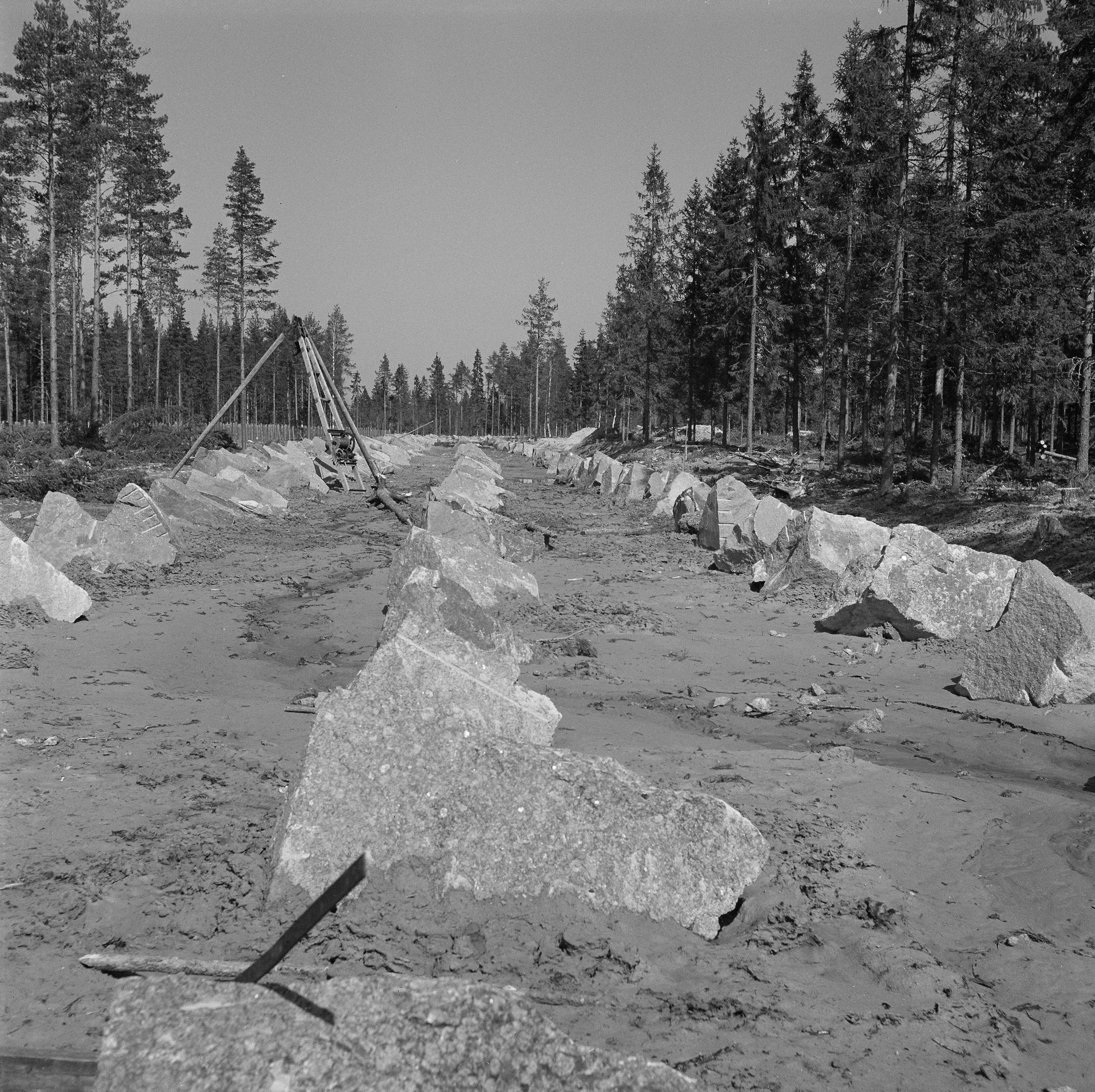
Финские противотанковые заграждения на рубеже Ваммелсуу — Куутерселькя, 18 мая 1944 г. Фотография из архива Сил обороны Финляндии (SA-kuva).

Под вражеским огнём бойцы 52-й инженерно-сапёрной бригады, приданной 72-й стрелковой дивизии, начали разминирование минных полей и прокладку путей для танков между надолбами. Танки 185-го отдельного танкового полка прикрывали работу саперов и одновременно огнём своих орудий также разрушали заграждения. Благодаря слаженным действиям танкистов и сапёров через некоторое время удалось проделать проход в полосе вражеских заграждений и обеспечить ввод в бой пехотных подразделений. Первым прорвался сквозь ряды надолбов танк Т-34 старшего лейтенанта В. Т. Васильева. Вслед за ним этим путём прошли остальные танки полка. Вскоре при поддержке танков пехотинцы начали штурм Куутерселька. 187-й стрелковый полк, атаковавший справа, с ходу овладел двумя траншеями противника и блокировал несколько дотов. Действия 133-го полка развивались менее успешно. Артиллерии не удалось вывести из строя железобетонные доты, и огонь из них заставил пехоту залечь. Только после дополнительных ударов артиллерии 133-му полку удалось овладеть двумя траншеями противника.
Несмотря на тяжёлое положение и большие потери, финны силами остатков 2-го батальона 53-го полка и 1-м батальоном 48-го полка, который подошёл на подмогу, несколько раз переходили в контратаки. Во второй половине дня к обороняющимся на помощь подошёл 2-й егерский батальон, солдаты которого имели на вооружении панцерфаусты, что дало возможность финнам более эффективно бороться с советскими танками. Всё это позволило финским войскам не допустить прорыва своей обороны и продолжить оборонять занимаемые рубежи.
Командующий Ленинградским фронтом Л. А. Говоров, крайне обеспокоенный таким развитием событий, связался с представителем Ставки ВГК Главным маршалом авиации А. А. Новиковым, координировавшим действия ВВС в операции, с требованием активизировать действия авиации для подавления обороны противника в районе Куутерселькя. А. А. Новиковым было принято решение задействовать для этого основные силы штурмовой авиации 13-й воздушной армии.

Во второй половине дня над Кутерселькя загудело небо, Ил-2 устремились на господствовавшую высоту — ключевую позицию укрепленного района. «Илы» ходили в атаку в лоб, едва не цепляясь плоскостями за верхушки елей и сосен… Шесть часов подряд штурмовики долбили Кутерселькя. Шесть часов подряд лётчики не вылезали из кабин. И никаких пауз, никакой передышки. Не успевал самолёт приземлиться, как его снова заправляли горючим, вооружали бомбами и эресами и отправляли на боевое задание. Одна волна Ил-2 сменяла другую.— Из воспоминаний Главного маршала авиации А.А. Новикова
Благодаря действиям авиации, 133-й и 187-й стрелковые полки к 14-00 взяли ключевой узел обороны противника — господствующую над всей окружающей местностью высоту, а к 18-00 полностью выбили противника из Куутерселькя. Финские войска отступили к южному берегу озера Онкиярви. Преследуя противника, передовые советские части прошли по шоссе в сторону Лийкола 2-3 километра, а к 22-00 остановились и расположились на ночлег. В авангарде, сразу за линией передового охранения пехоты 72-й дивизии, находилось около 20 танков Т-34 из 185-го отдельного танкового полка и несколько САУ из 1222-го самоходно-артиллерийского полка.

## Контрудар финских войск , 14-15 июня

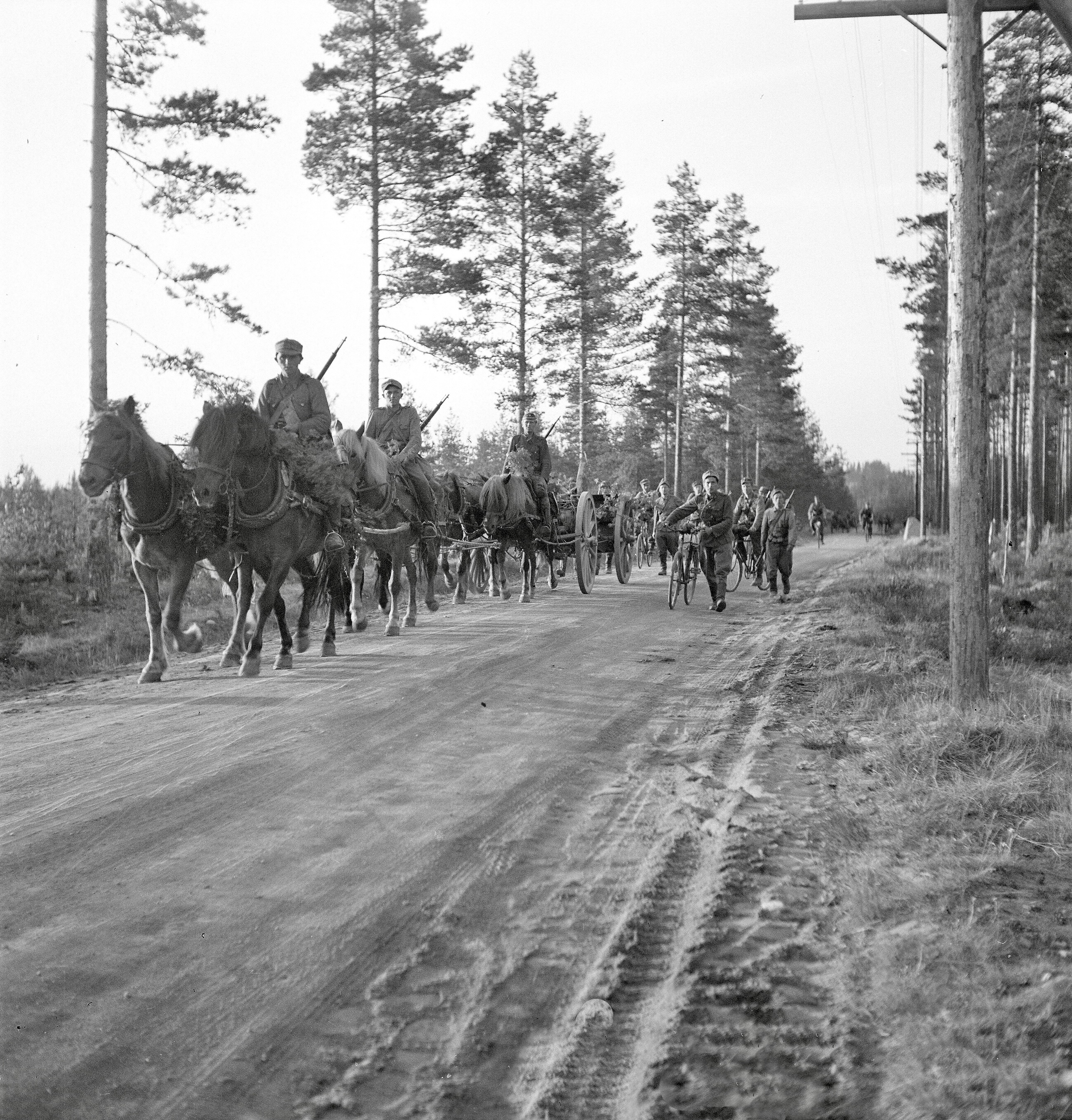
Финская артиллерия и пехота из состава бронетанковой дивизии генерала Р. Лагуса следует для участия в контрнаступлении в районе Куутерселькя. Лийкола, 14 июня 1944 г. Фотография из архива Сил обороны Финляндии (SA-kuva).

Ещё в самом начале советского наступления финское командование приняло решение выдвинуть из района Выборга находившуюся в резерве танковую дивизию генерала Р. Лагуса ближе к линии фронта. Поскольку прорыв ВТ-линии в районе Куутерселькя грозил развалом всей линии обороны, уже вечером 14 июня финское командование приняло решение перейти на этом участке в контратаку и восстановить утраченные позиции. Для наступления были выделены из состава танковой дивизии егерская бригада (2-й, 3-й и 4-й егерские батальоны), батальон штурмовых орудий (всего 22 САУ StuG III Ausf. G), рота ЗСАУ (6 Landsverk L-62 Anti II) для защиты ударной группировки от атак с воздуха, а также артиллерийские части. В контрнаступлении предстояло участвовать и частям 48-го полка 3-й пехотной дивизии. Общее руководство операцией было возложено на командира егерской бригады полковника А. Пурома.
В 22-30 14 июня финская артиллерия начала артподготовку, затем двадцать финских бомбардировщиков нанесли удар по расположению советских частей, после чего финская пехота и САУ перешли в атаку. 1-я рота батальона штурмовых орудий и 4-й егерский батальон должны были наступать по шоссе, 3-й егерский батальон параллельно шоссе в 1 километре к западу. 2-й егерский батальон, а также 2-я и 3-я роты батальона штурмовых орудий находились в резерве.
1-я рота штурмовых орудий, смяв передовые позиции советской пехоты, стала стремительно продвигаться по шоссе в направление Куутерселькя и вскоре обнаружила большое количество советских танков, расположенных по обе стороны шоссе. Советские танкисты были захвачены врасплох, в результате чего финнам удалось подбить несколько танков и САУ, прежде чем был открыт ответный огонь.
Одновременно разгорелся ожесточенный бой в лесу рядом с шоссе, где 3-й и 4-й финские егерские батальоны встретили ожесточённое сопротивление. Хотя к 24-00 финские егеря почти достигли цели, выбить советскую пехоту из леса не удалось. Так, большая группа бойцов 219-го миномётного полка под началом командира полка полковника Г. М. Шепелева организовала круговую оборону и продержалась восемь часов до подхода подкреплений, а артиллеристы 9-го артполка 72-й пехотной дивизии метким огнём нанесли значительные потери наступающему противнику. Особенно отличился младший сержант Б. Г. Сорокин, который подбил 3 САУ.

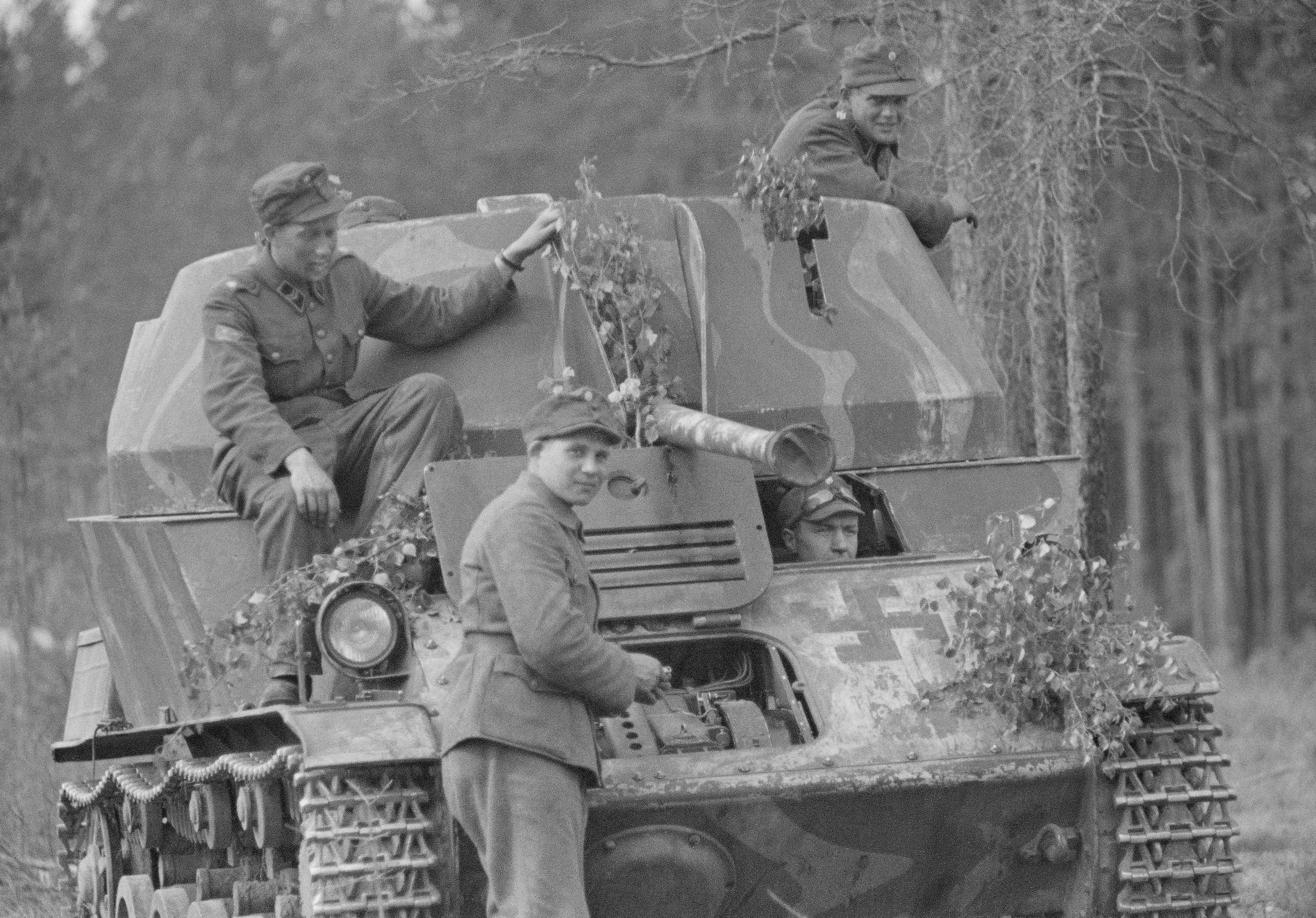
Экипаж финской зенитной самоходной установки Landsverk L-62 Anti II после боя, район Лийколы, 15 июня 1944 г. Фотография из архива Сил обороны Финляндии (SA-kuva).

Тем не менее, через несколько часов ожесточенного боя финским егерям и нескольким САУ удалось прорваться к укреплениям ВТ-линии. В этот момент к месту боя прибыли советские 558-й, 824-й и 667-й гаубичные артполки. Развернув орудия прямо на дороге, артиллеристы открыли огонь и остановили тем самым наступление противника. Ввод в бой частей из резерва ударной группы полковника А. Пурома не изменил ситуацию. Так, в 2-45 была брошена в атаку 3-я рота штурмовых орудий. Хотя отдельным финским солдатам удалось достичь ВТ-линии, но ни одно из штурмовых орудий не добралось до этих укреплений. Не привёл к успеху и обходной манёвр, когда 4-й егерский батальон был направлен в обход линии слева, а справа, по восточному берегу Куутерселькяярви через лес в обход деревни, пытался пробиться 3-й егерский батальон. Эффективно действовала советская тяжёлая артиллерия, от огня которой финны несли большие потери. Корректировался огонь с наблюдательного пункта на высоте 98,6. Здесь закрепилась небольшая группа советских бойцов, которая 17 часов удерживала высоту и отразила все атаки противника. В этих боях особенно отличился командир отделения разведки 667-го гаубичного артиллерийского полка старшина М. Г. Русанов. В решающий момент боя он, заменив раненого бронебойщика, подбил из ПТР вражескую САУ и заставил замолчать два пулемёта.
К 8-00 15 июня отдельные финские солдаты всё-таки прорвались к укреплениям ВТ-линии, но это уже не могло изменить ситуацию. Большие потери, отсутствие подкреплений и тот факт, что к утру были израсходованы все боеприпасы, вынудило финское командование отдать в 10-15 приказ об отводе всех частей на перешеек между озёрами Суулаярви и Онкиярви, но только во второй половине дня последние финские солдаты отступили из района Куутерселькя к деревне Лийкола.

## Итоги боёв
Успехи 109-го стрелкового корпуса в боях 14-15 июня имели решающее значение для всего наступления 21-й армии на выборгском направлении, тем более что 108-й стрелковый корпус, действовавший между Финским заливом и Райволой, добился лишь ограниченных результатов. Одновременно с прорывом вражеской обороны 72-й стрелковой дивизией в районе Куутерселькя 109-я дивизия овладела другим важным опорным пунктом противника в Сахакюля, а 286-я дивизия — Мустамяки. Используя пробитую брешь в обороне противника, командование фронтом бросило в прорыв 1-ю Краснознамённую танковую бригаду, которая нанесла удар через Мустамяки и Нейволу и перерезала Приморское шоссе в районе Лемпияля. Финские войска под Ванхасахой и Мятсякюля, противостоявшие 108-му стрелковому корпусу, оказались перед угрозой полного окружения и были вынуждены начать поспешное отступление. Таким образом, оборона противника на ВТ-линии была прорвана в полосе 15 километров.

15 июля на командный пункт корпуса в Мустамяки приехали Л. А. Говоров, А. А. Кузнецов и В. П. Мжаванадзе. Был жаркий летний день.
— Поздравляю вас с блестящим успехом, — сказал Говоров. — Теперь дорога на Выборг открыта.
Командующий, чувствовалось, был в хорошем настроении. Но внешне он, как обычно, казался суровым.

— Вы, видимо, и сами не представляете, что сделали, — заметил Кузнецов. — Оборонительный пояс, который вы взломали, пожалуй, не уступает «линии Мажино».— Из воспоминаний командующего и начальника политотдела 109-го стрелкового корпуса И.П. Алферова и М.А. Басовского.

## Потери
В ожесточенных боях в районе Куутерселькя 14-15 июня обе стороны понесли значительные потери. Так, по финским данным в ходе контрудара батальоном штурмовых орудий было уничтожено 17 советских танков, 26 артиллерийских орудий, а также большое количество прочей военной техники и живой силы противника. Несколько советских танков и до десятка противотанковых орудий финны захватили в исправности, но быстро изменившаяся обстановка не позволила им эвакуировать трофеи в тыл. Потери батальона штурмовых орудий составили 24 человека убитыми и ранеными, 5 САУ были потеряны безвозвратно, и минимум ещё 8 были подбиты, но эвакуированы в тыл. Части, подчинённые полковнику А. Пурома, потеряли убитыми 79, пропавшими без вести 82 и ранеными 466 человек.

## Отличившиеся воины.Герои Советского Союза[5]
- И. П. Алфёров — генерал-лейтенант, командующий 109-м стрелковым корпусом.
- Л. А. Ардашев — младший сержант, связной командирской роты 133-го стрелкового полка 72-й стрелковой дивизии.
- А. П. Беневоленский — лейтенант, командир огневого взвода 558-го гаубичного артиллерийского полка.
- В. В. Кораблин — красноармеец, стрелок 994-го стрелкового полка 286-й стрелковой дивизии.
- Б. Я. Мамутин — старший сержант, командир орудия 558-го гаубичного артиллерийского полка.
- М. Г. Русанов — старшина, командир отделения артиллерийской разведки 667-го гаубичного артиллерийского полка.
- Б. Г. Сорокин — младший сержант, командир орудия 9-го артиллерийского полка 72-й стрелковой дивизии.
- Г. М. Шепелев — подполковник, командир 219-го миномётного полка.

## Памятники и мемориалы
12 июня 2014 года на месте бывших укреплений финской оборонительной линии состоялось торжественное открытие мемориально-исторического района «Куутерселькя 1944». Над проектом по созданию мемориальной зоны работали поисковики отряда «Озёрный», а также многочисленные волонтёры при поддержке администрации Рощинского поселения[10].

Братская могила советских солдат и офицеров № 9, погибших в июне 1944 года. Посёлок Лебяжье.
Памятный знак рядом с местом гибели экипажа танка Т-60 Н. А. Фатеева и Ю. Л. Харитонского.
Монумент финским солдатам, павшим при обороне ВТ-линии 12-15 июня 1944 г.